# Moreno Rock
Der Moreno Rock (französisch Île Moreno, in Chile Islote Vio) ist ein 50 m hoher Klippenfelsen vor der Danco-Küste des Grahamlands auf der Antarktischen Halbinsel. In der Gerlache-Straße liegt er südlich von Diamonen Island und 11 km westsüdwestlich des Kap Sterneck.
Adrien de Gerlache de Gomery, Leiter der Belgica-Expedition (1897–1899), benannte ihn nach dem argentinischen Naturkundler und Forschungsreisenden Francisco Pascasio Moreno (1852–1919), Leiter des La-Plata-Museums. Das Advisory Committee on Antarctic Names übertrug die Benennung 1952 in angepasster Form ins Englische. Namensgeber der chilenischen Benennung ist Claudio Vío, chilenischer Offizier an Bord der Primero de Mayo bei einer 1943 durchgeführten argentinischen Antarktisexpedition.